# Bourgetsøen
Bourgetsøen (Lac du Bourget) er Frankrigs største indsø med bredder indenfor Frankrigs grænser. Søen er 44,5 km² stor og 145 meter dyb på det dybeste sted, hvilket gør søen til den dybeste franske sø. Bourgetsøen strækker sig i en nordlig-sydlig akse med en længde på 18 km og en bredde på mellem 1,6 og 3,5 km.
Søen er beliggende i den nordlige del af departementet Savoie ved østsiden af badebyen Aix-les-Bains. 